# Forces maritimes de l'Atlantique
Les Forces maritimes de l'Atlantique ou FMAR[A] (Maritime Forces Atlantic ou MARLANT en anglais) sont la structure organisationnelle de la Marine royale canadienne des Forces canadiennes (FC) de l'Est du Canada responsable de l'océan Atlantique. Elles sont basées à la base des Forces canadiennes Halifax à Halifax en Nouvelle-Écosse et comprennent la Flotte canadienne de l'Atlantique, l'École du génie naval des FC, l'École des opérations navales des FC et le Centre de guerre navale des FC,. Les FMAR[A] opèrent également la station des Forces canadiennes (SFC) St. John's à Terre-Neuve-et-Labrador. Elles sont commandées par le contre-amiral John Newton OMM, MSM, CD.

## Rôle
Les Forces maritimes de l'Atlantique sont responsables des opérations militaires canadiennes se déroulant dans les eaux de l'océan Atlantique et la partie orientale de l'océan Arctique. Les FMAR[A], de concert avec la Garde côtière canadienne, sont également responsables de l'application de la souveraineté canadienne dans la zone économique exclusive du Canada et de la zone de recherche et sauvetage d'Halifax qui couvre un territoire d'environ 4,8 millions de kilomètres carrés.

## Effectif et équipement
Les FMAR[A] possèdent, en 2018, environ 7 500 employés dont environ 5 350 militaires. La Flotte canadienne de l'Atlantique est composée de sept frégates. Elle gère également six navires de défense côtières, plus quatre navires de patrouille et d'entraînement de la Classe Orca ainsi que trois sous-marins par l'entremise du 5e Groupe d'opérations maritimes.

## La Flotte canadienne de l'Atlantique

Le NCSM Halifax (FFH 330)

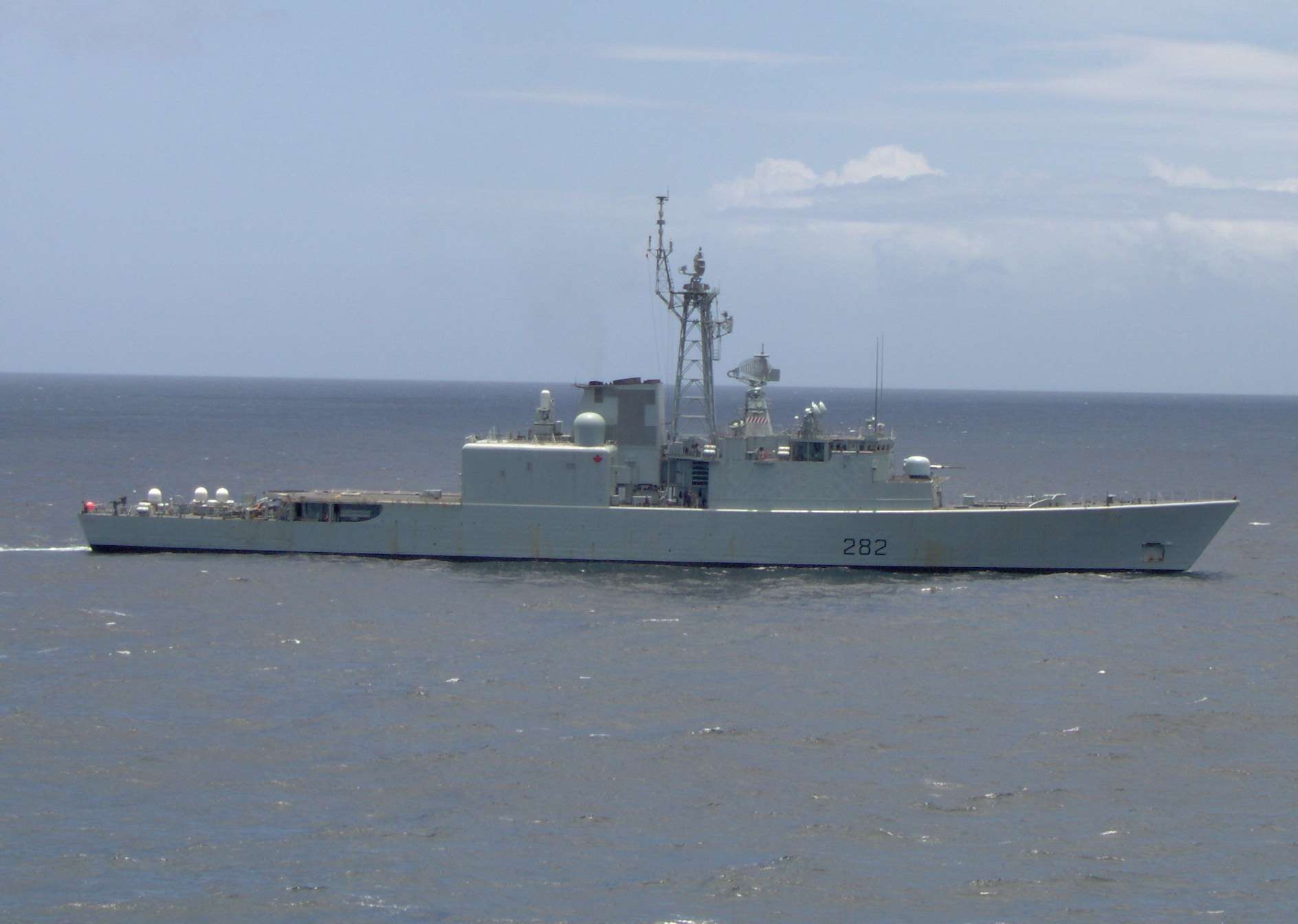
Le NCSM Athabaskan (DDH 282)

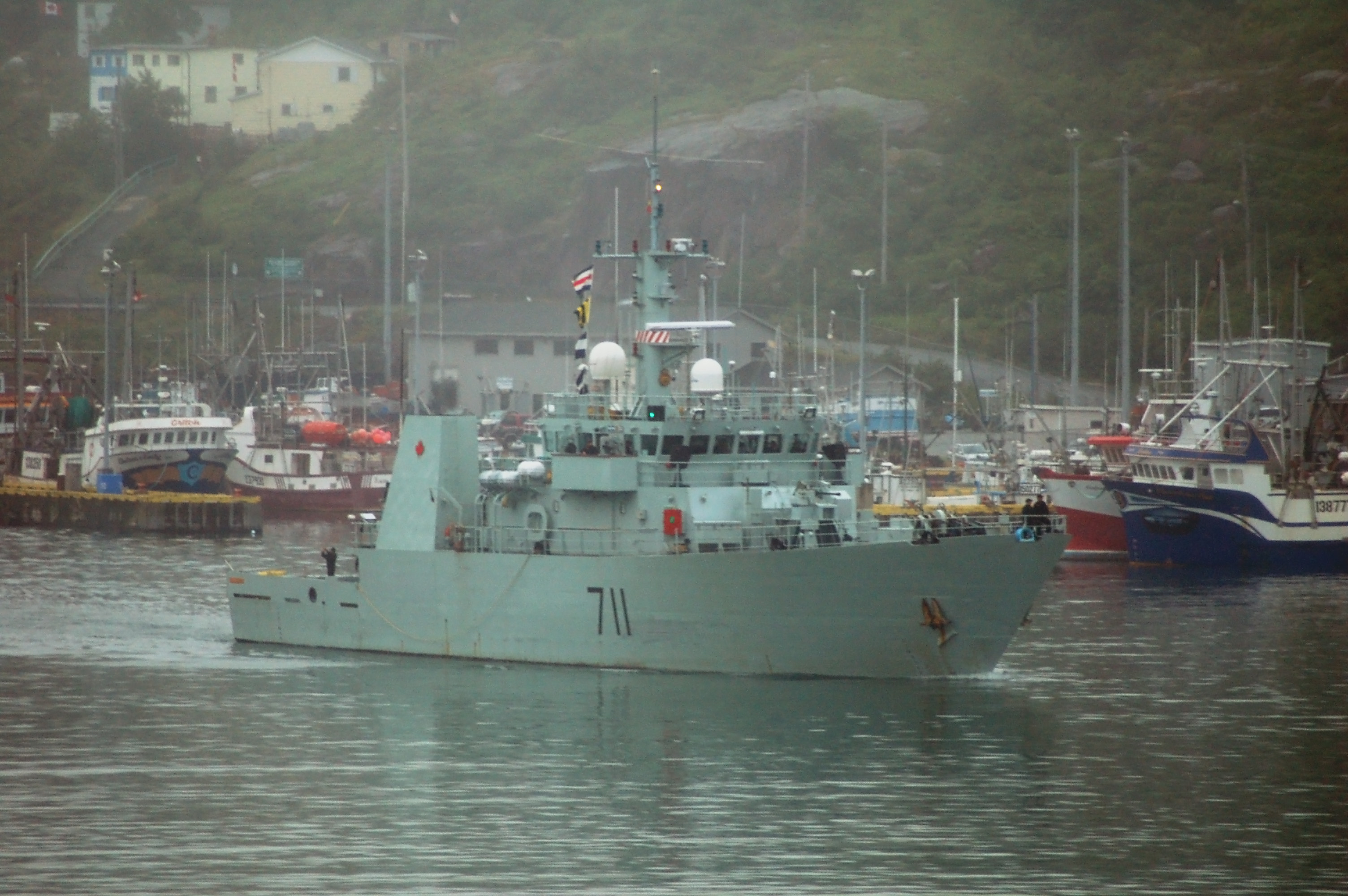
Le NCSM Summerside (MM 711) dans le port de St. John's

| Classe                                      | Navire                         |
| ------------------------------------------- | ------------------------------ |
| Classe Halifax (frégate)                    | NCSM Halifax (FFH 330)         |
| Classe Halifax (frégate)                    | NCSM Ville de Québec (FFH 332) |
| Classe Halifax (frégate)                    | NCSM Toronto (FFH 333)         |
| Classe Halifax (frégate)                    | NCSM Montréal (FFH 336)        |
| Classe Halifax (frégate)                    | NCSM Fredericton (FFH 337)     |
| Classe Halifax (frégate)                    | NCSM Charlottetown (FFH 339)   |
| Classe Halifax (frégate)                    | NCSM St. John's (FFH 340)      |
| Classe Kingston (navire de défense côtière) | NCSM Kingston (MM 700)         |
| Classe Kingston (navire de défense côtière) | NCSM Glace Bay (MM 701)        |
| Classe Kingston (navire de défense côtière) | NCSM Shawinigan (MM 704)       |
| Classe Kingston (navire de défense côtière) | NCSM Goose Bay (MM 707)        |
| Classe Kingston (navire de défense côtière) | NCSM Moncton (MM 708)          |
| Classe Kingston (navire de défense côtière) | NCSM Summerside (MM 711)       |
| Classe Victoria (sous-marin)                | NCSM Windsor (SSK 877)         |
| Classe Victoria (sous-marin)                | NCSM Corner Brook (SSK 878)    |
| Classe Victoria (sous-marin)                | NCSM Chicoutimi (SSK 879)      |